# Janjero
La regió de Janjero o Janjaro fou una antiga regió del sud d'Etiòpia a l'angle format pels rius Omo i Jimma Gibe; a l'oest tenia el regne de Jimma i al sud el regne de Garo. Tres muntanyes - mont Bor Ama, mont Azulu i mont Toba - destacaven dins del territori. Tres regnes s'esmenten a la regió al segle xix un dels quals és conegut sovint com a Janjero. Els altres són el regne de Chako (Gimirra pels etíops) i el regne d'Amarro.

## Visió general
Encara que era part dels territoris sidames, fins a la seva conquesta el 1892/1894 pels etíops, Janjero estava aïllat, i tenia poca relació amb els seus veïns, sent els seus rius molt difícils de creuar. Encara que fou visitat per primer cop per europeus el 1614, fins als últims anys 1950 aquesta regió romania pobrament coneguda per persones de fora. Com a resultat, la seva gent es deia que havia conservat un cert nombre de "costums bàrbares i estranyes que no es conservaven més que allí". Algunes d'aquestes suposades costums són les següents:.
- El rei tenia el dret d'agafar persones de qualsevol sexe de les seves cases tant per ser venuts com esclaus com per treballar per a ell.
- El blat de moro s'havia cultivat a Janjero abans de finals del segle xix, però un rei va prohibir després el seu cultiu perquè "els cobs estaven més ben coberts que ell mateix, i les 'barbes' de la planta eren com pèls humans."
- Els sacrificis humans es practicaren presumptament fins a la conquesta etiòpica.
- Si un home era ferit en la guerra, els seus parents el mataven per evitar que es pogués dir que moria a mans de l'enemic.[3]
- Quan un rei nou arribava al tron, totes les víctimes de lepra i dermatofitosi es buscaven arreu i es portaven a un "hospital" a l'altre costat del riu Jimma Gibe, on se'ls decapitava.

## Història
Janjero és esmentat per primer cop en una cançó de victòria de Yeshaq I d'Etiòpia com un dels diversos estats del sud del riu Abay que pagava tribut en cavalls a l'emperador. Els primers reis de Janjero pertanyien a la dinastia Halmam Gama, que fou expulsada pel clan Mwa, que afirmava haver vingut del nord.

El 1614, el pare jesuïta portuguès António Fernandes visitava el regne mentre buscava una ruta del sud cap a Malindi a l'oceà Índic. El pare Fernandes coneixia el rei de Janjero, i el va trobar, 
segons el costum, en un fort o torre, aproximadament de sis iardes d'altura, poc més o menys, 7 iardes i mitja més, com veurem aviat, i les escales fins a dalt eren a la part de darrere. Tots els cortesans posats sota, i ell en la part superior de la torre, part que no era gaire diferent d'una roda de carro, estant en una catifa, i allà donava audiència, decidia controvèrsies, i despatxava tots els afers. Anava vestit amb una peça de roba de seda índia blanca, i era tan negre com una col, però no tenia els trets d'un cafre.
El 1844, els guerrers del regne de Jimma derrotaren l'exèrcit de Janjero, i al rei de Janjero se'l van emportar presoner. Recobrava la seva llibertat el 1847, i continuava la seva lluita contra el seu poderós veí.
Jimma va conquerir part de Janjero durant els anys 1880. La resta del regne fou annexionada en el regnat de Menelik II el 1894, i el seu últim rei, Abba Bagibo, fugia al país dels gurage, però finalment feia la seva submissió a l'emperador Menelik. El seu fill, Abba Chabsa, es va convertir al cristianisme, i adoptava el nom de Gabra Madhen, i servia al noble etíop que va rebre el govern de Janjero en feu.
Durant la reorganització de les províncies el 1942, l'antic regne fou absorbit passant a ser part de la província de Kaffa. Tanmateix, amb la nova constitució de 1995, l'àrea de Janjero va esdevenir el woreda (districte) especial de Yem, dins de la regió de les Nacions, Nacionalitats, i Pobles del Sud formant un enclavament a l'oest de la regió del riu Omo.

## Governants
Refundació del regne de Yengar o de Yam (Yamma, país del poble Yem o Yam) conegut pels etíops com Janjaro o Janjero, meitat del segle XVI
- Dinastia Mowa, títol tato o amno
  - Takibo
  - Dirgimo
  - Dalaso
  - Adilo
  - Awano
  - Koke
  - Zarmado
  - Dogamno
  - Gosasso "'Aba Bogibo" ? - 1894
  - Annexió a Etiòpia 1894

Fundació del regne de Chako (conegut pels etíops com Gimirra) data desconeguda
- Dinastia Koyniyab, títol koynab
  - Wurkenbe 
  - Buzab
  - Zita
  - Tureta
  - Koyns
  - Duka
  - Bangarsa ???? a 1955
  - 1955 extinció de la dinastia

Fundació del regne d'Amarro
- Woyra
- Zikole
- Woze
- Wetsa
- Gona
- Abaya
- Ala
- Ano
- Aynasu
- Amole ? - 189?
- A Etiòpia després de 1890 i abans de 1900